# إريك برايس
اريك برايس (بالإنجليزية: Eric Price)‏ هو ممثل أمريكي، ولد في 19 يوليو 1974 في الولايات المتحدة.

## وصلات خارجية
- إريك برايس على موقع IMDb (الإنجليزية)
- إريك برايس على موقع ألو سيني (الفرنسية)
- إريك برايس على موقع أول موفي (الإنجليزية)
- إريك برايس على موقع قاعدة بيانات الفيلم (الإنجليزية)
- إريك برايس على موقع كينوبويسك (الروسية)